# 瑞保鎮區
瑞保鎮區為緬甸實皆省瑞保縣的鎮區。2014年人口266,807人，區域面積1,057.2平方公里。該鎮區坐落在伊洛瓦底河及穆河間的平原上，古代王宮雍笈牙王宮則在該鎮被挖掘出。瑞保鎮區下分95個村莊。瑞保為瑞保鎮區之首府。

## 毗鄰
瑞保鎮區位在伊洛瓦底河的西邊，東邊與曼德勒省曼德勒縣辛古鎮區為界。該鎮北邊接欽烏鎮區，南邊接韋萊鎮區，西邊接迪貝因鎮區。

## 經濟
最近瑞保鎮區因灌溉工程技術，使得該鎮區的水稻產量大幅提升，現在一年可種三期稻。

## 外部連結
- "Shwebo Township - Sagaing Division"[永久] Map from Myanmar Information Management Unit (MIMU)
- "Shwebo Google Satellite Map" （页面存档备份，存于） Maplandia

## 參見

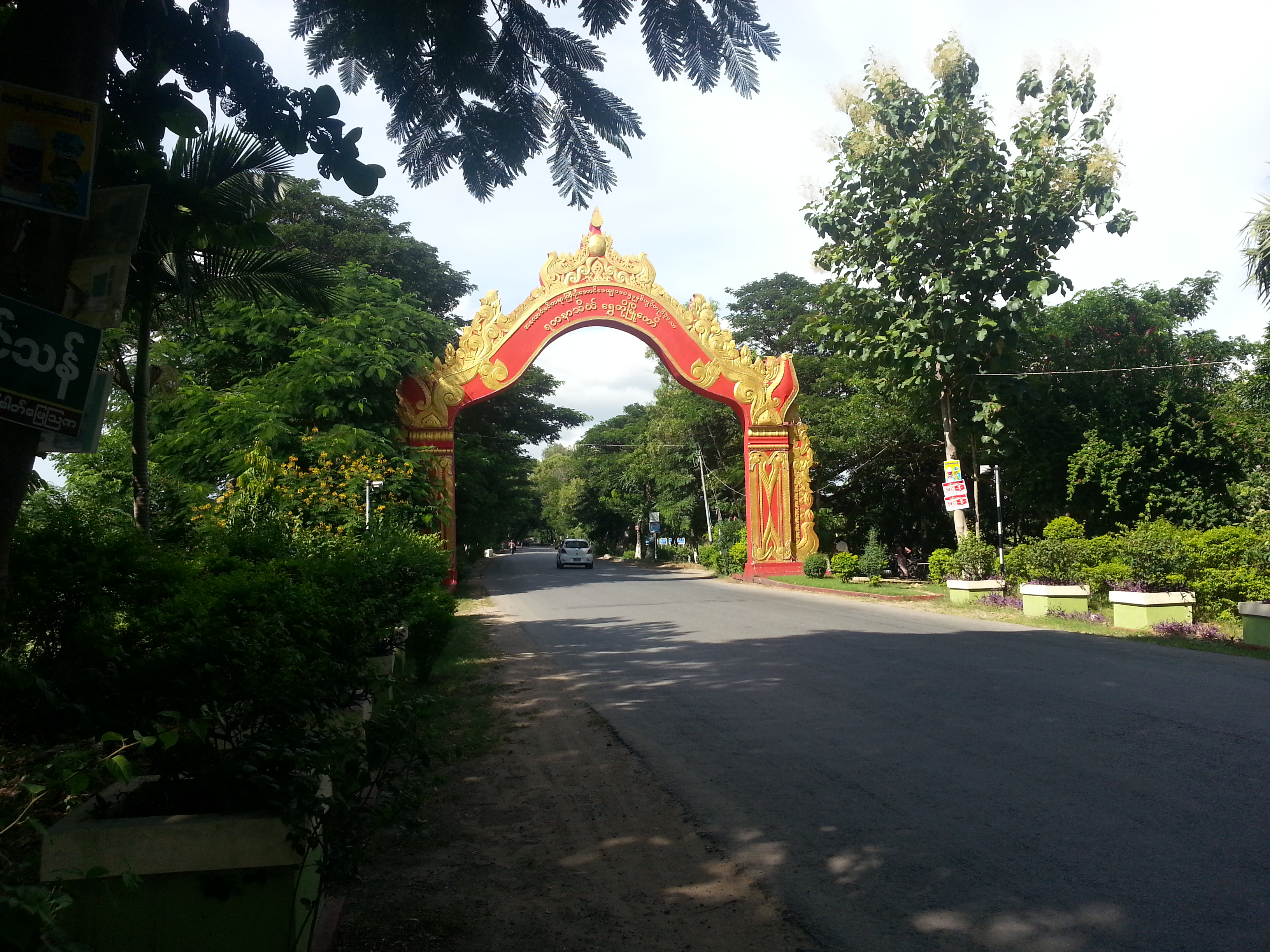
瑞保鎮區之歡迎牌